# Giovanni Battista Dal Prà
Giovanni Battista Dal Prà (Chiuppano, 23 ottobre 1902 – Terni, 6 marzo 1990) è stato un vescovo cattolico italiano.

## Biografia
Giovanni Battista Dal Prà è stato vescovo di Terni e Narni dal 1948 al 1973. Parroco di una grande parrocchia operaia di Padova nel 1948 venne promosso a vescovo di Terni. Il suo episcopato si è contraddistinto per un forte impegno nei confronti della catechesi, in una città come Terni distrutta parzialmente nel corso della seconda guerra mondiale e soggetta a forti scontri ideologici. Il suo corpo, posto in una semplice bara di legno grezzo, è stato tumulato all'interno della cripta della cattedrale di Santa Maria di Terni nel 1990 durante una solenne cerimonia.

## Genealogia episcopale
La genealogia episcopale è:
- Cardinale Scipione Rebiba
- Cardinale Giulio Antonio Santori
- Cardinale Girolamo Bernerio, O.P.
- Arcivescovo Galeazzo Sanvitale
- Cardinale Ludovico Ludovisi
- Cardinale Luigi Caetani
- Cardinale Ulderico Carpegna
- Cardinale Paluzzo Paluzzi Altieri degli Albertoni
- Papa Benedetto XIII
- Papa Benedetto XIV
- Papa Clemente XIII
- Cardinale Bernardino Giraud
- Cardinale Alessandro Mattei
- Cardinale Pietro Francesco Galleffi
- Cardinale Giacomo Filippo Fransoni
- Cardinale Carlo Sacconi
- Cardinale Edward Henry Howard
- Cardinale Mariano Rampolla del Tindaro
- Cardinale Rafael Merry del Val
- Arcivescovo Andrea Giacinto Longhin, O.F.M.Cap.
- Patriarca Carlo Agostini
- Vescovo Giovanni Battista Dal Prà